# Governació de Jendouba
La governació o wilaya de Jendouba (àrab: ولاية جندوبة, wilāyat Jandūba) és una divisió administrativa de primer nivell de Tunísia, situada a l'extrem nord-oest del país. Limita amb les governacions d'El Kef, Siliana i Béja, amb la frontera algeriana i la mar Mediterrània, amb una línia costanera de 25 km. La població aproximada era de 420.600 habitants l'any 2008 (418.100, l'any 2005) i la superfície de 3.102 km². La capital és la ciutat de Jendouba, que fins al 1967 s'anomenava Souk el Arba.

## Economia
Les seves activitats principals són l'agricultura (cereals, fruites, horta i moresc) i el turisme, especialment a les localitats de Tabarka i Aïn Draham. Té quatre zones industrials a Jendouba, Boussalem i Tabarka (dues).
Tabarka disposa d'aeroport internacional.

## Organització administrativa
La governació fou creada el 21 de juny del 1956 amb el nom de governació de Souk El Arba, fins que el 1967 la capital va canviar el seu nom pel de Jendouba i la governació també va prendre'l.
El seu codi geogràfic és 22 (ISO 3166-2:TN-12).

### Delegacions
Està dividida en nou delegacions o mutamadiyyes i 95 sectors o imades:
- Jendouba Sud (21 51)
  - Ezzeghaida (22 51 51)
  - Jendouba Sud (22 51 52)
  - En-Nour (22 51 53)
  - Es-Sâada (22 51 54)
  - El Malga (22 51 55)
  - Ettataouer (22 51 56)
  - Souk Es-Sebt (22 51 57)
  - El Aitha (22 51 58)
  - Aïn Karima (22 51 59)
  - Mâalla (22 51 60)
  - El-Jerif (22 51 61)
  - El Azima (22 51 62)
- Jendouba Nord (22 52)
  - El Ferdous (22 52 51)
  - El Hédi Ben Hassine (22 52 52)
  - Ezzouhour (22 52 53)
  - El Khadhra (22 52 54)
  - Es-Souani (22 52 55)
  - Bul·la Règia (22 52 56)
  - Zatfoura (22 52 57)
  - Chemtou (22 52 58)
  - Ed-Dir (22 52 59)
  - Souk Djemâa (22 52 60)
- Bou Salem (22 53)
  - Bou Salem Nord (22 53 51)
  - Bou Salem Sud (22 53 52)
  - Erroumani (22 53 53)
  - El Brahmi (22 53 54)
  - El Marja (22 53 55)
  - Bir Lakhdar (22 53 56)
  - El Koudia (22 53 57)
  - El Msanghouche (22 53 58)
  - Sidi Abid (22 53 59)
- Tabarka (22 54)
  - Tabarka (22 54 51)
  - Raîhane (22 54 52)
  - El Hamdia (22 54 53)
  - El Hammam (22 54 54)
  - Aïn Es-Sobh (22 54 55)
  - Nadhour (22 54 56)
  - Melloula (22 54 57)
  - Aïn Es-Snoussi (22 54 58)
- Ain Draham (22 55)
  - Aïn Drahem Ville (22 55 51)
  - Aïn Draham Banlieue (22 55 52)
  - Ouled Sedra (22 55 53)
  - El Atatfa (22 55 54)
  - El Homrane (22 55 55)
  - Etbainia (22 55 56)
  - Khemaïria (22 55 57)
  - Selloul (22 55 58)
  - Er-Rouïi (22 55 59)
  - Tegma (22 55 60)
  - Aïn Salam (22 55 61)
  - Oued Ezzan (22 55 62)
- Fernana (22 56)
  - Fernana (22 56 51)
  - Oued Ghrib (22 56 52)
  - Rabiaa (22 56 53)
  - Ouled Mefada (22 56 54)
  - El Gouaïdia (22 56 55)
  - Beni M'tir (22 56 56)
  - Gloub Ethirane (22 56 57)
  - Gloub Ethirane Nord (22 56 58)
  - Hedhil (22 56 59)
  - El Adhar (22 56 60)
  - Jaouaouada (22 56 61)
  - Aïn El Beya (22 56 62)
  - Bou Hertma (22 56 63)
  - Halima (22 56 64)
  - Sidi Ammar (22 56 65)
- Ghardimaou (22 57)
  - Ghardimaou (22 57 51)
  - Ghardimaou Nord (22 57 52)
  - El Mâaden (22 57 53)
  - Er-Rakha (22 57 54)
  - Aîn Soltane (22 57 55)
  - Ouechtata (22 57 56)
  - Ed-Daoura (22 57 57)
  - Es-Sraia (22 57 58)
  - Forgassen (22 57 59)
  - Fej Hassine (22 57 60)
  - Mrassen (22 57 61)
  - El Galâa (22 57 62)
- Oued Mliz (22 58)
  - Oued Meliz Est (22 58 51)
  - Oued Meliz Ouest (22 58 52)
  - Dkhaïlia (22 58 53)
  - Hakim Nord (22 58 54)
  - Hakim Sud (22 58 55)
- Balta Bou Aouane (22 59)
  - Assila (22 59 51)
  - Ghezala (22 59 52)
  - El Aouaoudha (22 59 53)
  - El Baldia (22 59 54)
  - Cheouaoula (22 59 55)
  - Beni M’hamed (22 59 56)
  - Somrane (22 59 57)
  - Balta (22 59 58)
  - Abdeljaber (22 59 59)
  - Bou Aouane (22 59 60)
  - Oued Kesseb (22 59 61)

### Municipalitats
Està dividida en catorze municipalitats o baladiyyes i dues circumscripcions o dàïres:
- Jendouba (22 11)
  - Jendouba (22 11 11)
  - El Hédi Ben Hassine (22 11 12)
- Bou Salem (22 12)
- Tabarka (22 13)
- Ain Draham (22 14)
- Fernana (22 15)
- Beni Mtir (22 16)
- Ghardimaou (22 17)
- Oued Meliz (22 18)
- Balta-Bouaouene (22 19)
- Souk Es-Sabet (22 20)
- El Golaa-El Maaden-Forgassen (22 21)
- Jaouaouada (22 22)
- Ain Es-Sobh-Nadhour (22 23)
- Khemairia (22 24)